# Ruta 611 (Afganistán)
La Ruta 611 es la carretera principal entre Gerishk Distrito (también conocido como Nahri Saraj) y Kajaki de Distrito en la provincia de Helmand, Afganistán. El término meridional está en la carretera 1 en la ciudad de Gereshk, y el extremo norte se encuentra en la localidad de Kajaki. El camino pasa por la localidad de Sangin.